# Jertfe patriotice
Jertfe patriotice este o operă literară scrisă de Ion Luca Caragiale în 1897. 